# Bordei Verde
Bordei Verde là một xã thuộc hạt Brăila, România. Dân số thời điểm năm 2002 là 3061 người.